# Blethisa
Blethisa — рід жуків-турунів. Описано вісім видів, які поширені в Європі, Росії, Монголії, Казахстані, США та Канаді, де населяють болотисті місцевості.
Представники цього роду характеризуються наступними ознаками:
- голова з глибокими лобовими борозенками, з'єднаними поперечним вдавленням;
- Лобові й надочноямкові борозенки дуже глибокі, з'єднані поперечною перемичкою;
- Бічні краї передньоспинки широко розпластані і відігнуті догори, адже основа переднеспинки облямована;
- Надкрила з повним базальним базальним бортиком і виразними рядами крапок у борозенках; діскальні щетинки наявні на третьому і п'ятому проміжках;
- На надкрилах точкові борозенки і два ряди гладеньких ямкових плям.